# Simulium niha
Simulium niha es una especie de insecto del género Simulium, familia Simuliidae, orden Diptera.
Fue descrita científicamente por Giuducelli & Dia, 1986.